# Ordre de la Nation (Bahamas)
L'ordre de la Nation (en anglais : Order of the Nation) est un ordre honorifique bahaméen créé en 2016.

## Organisation
L'ordre de la Nation peut être décerné à toute personne nommée gouverneur général ou Premier ministre des Bahamas.
Les récipiendaires ont le droit d'utiliser le titre de Très honorable ainsi que les lettres post-nominales « ON ».

## Récipiendaires
En 2018, le gouverneur général en fonction, Dame Marguerite Pindling, le Premier ministre des Bahamas, Hubert Minnis, tous les anciens gouverneurs généraux (vivants et décédés), et trois anciens Premiers ministres (Sir Lynden Pindling, Hubert Ingraham et Perry Christie) sont nommés membres de l'ordre de la Nation.